# Syndrome de Borjeson-Forssman-Lehmann
 Mise en garde médicale
Le syndrome de Borjeson-Forssman-Lehmann est un retard mental lié au chromosome X avec épilepsie, obésité, hypogonadisme et des oreilles épaisses et longues, au lobe charnu, mais normalement conformées. Cette anomalie est exclusivement masculine et présente d'ailleurs des symptômes affectant le phénotype sexuel.

## Autres noms de la maladie
- Retard mental-épilepsie-anomalies endocrines
- Syndrome de Borjeson

## Étiologie
Mutation du gène PHF6 situé sur le locus q26.3 du chromosome X codant la protéine en doigt 6.

## Incidence et prévalence
Inconnu

## Description
- Le nouveau-né, hypotonique, présente déjà de grandes oreilles, un micropénis et une obésité.
- La croissance est retardée, une microcéphalie est possible. Durant la croissance les caractéristiques deviennent plus évident avec de grandes oreilles, des yeux enfoncés, des paupières proéminentes.
- Les mains sont douces avec des doigts courts.
- La colonne vertébrale présente souvent des déformations avec cyphose et scoliose.
- Il existe une hypotonie et l’épilepsie est fréquente.
- Le retard mental est important.
- La gynécomastie apparaît souvent à la puberté.

## Diagnostic différentiel
- Syndrome de Bardet-Biedl
- Syndrome de Coffin-Lowry
- Syndrome de Prader-Willi

## Mode transmission
Récessive liée à l’X.

## Sources
- Page spécifique sur Orphanet
- (en) Online Mendelian Inheritance in Man, OMIM (TM). Johns Hopkins University, Baltimore, MD. MIM Number: 301900
- (en) Online Mendelian Inheritance in Man, OMIM (TM). Johns Hopkins University, Baltimore, MD. MIM Number: 300414